# Ranunculus fasciculatus
Ranunculus fasciculatus Sessé & Moc. – gatunek rośliny z rodziny jaskrowatych (Ranunculaceae Juss.). Występuje naturalnie w Meksyku oraz Stanach Zjednoczonych (południowa Arizona i południowo-zachodni Teksas). 

## Morfologia
PokrójBylina o mniej lub bardziej owłosionych pędach. Dorasta do 10–15 cm wysokości.
LiścieSą dłoniastozłożone – potrójnie klapowane. Mają kształt o deltoidalnego do owalnego. Mierzą 2,5–15 cm długości oraz 2,5–20 cm szerokości. Brzegi są ząbkowane. Wierzchołek jest ostry.
KwiatyMają 5 owalnych działek kielicha, które dorastają do 1–2 mm długości. Mają od 11 do 16 żółtych płatków o długości 8–21 mm.
OwoceNagie niełupki o jajowatym kształcie i długości 2–3 mm. Tworzą owoc zbiorowy – wieloniełupkę o jajowatym lub kulistym kształcie i dorastającą do 7–9 mm długości.

## Biologia i ekologia
Rośnie na brzegach rzek. Występuje na wysokości od 1000 do 2200 m n.p.m. Kwitnie od czerwca do sierpnia. Preferuje stanowiska w półcieniu. Dobrze rośnie na wilgotnym, żyznym i piaszczystym podłożu.